# Weißkirchen an der Traun
Weißkirchen an der Traun ist eine Gemeinde in Oberösterreich im Bezirk Wels-Land im Hausruckviertel mit 3555 Einwohnern (Stand 1. Jänner 2024).

## Geografie
Weißkirchen an der Traun liegt auf 305 m Höhe im Hausruckviertel. Die Ausdehnung beträgt von Nord nach Süd 6,2 km, von West nach Ost 7,1 km. Die Gesamtfläche beträgt 21,8 km².
19,3 % der Fläche sind bewaldet, 68,3 % der Fläche sind landwirtschaftlich genutzt.
Die Traun fließt im Unterlauf auf einer breiter werdenden Schotterterrasse ziemlich geradlinig und Richtung NO bis ONO. Weißkirchen liegt durchwegs rechts der Traun. Der Hauptort, die Ortschaft Weißkirchen, liegt etwa 1 km südöstlich des Flusses, am Fuß erster am rechten Talrand aufragender Hügel.

### Gemeindegliederung
Das Gemeindegebiet umfasst folgende Ortschaften (in Klammern Einwohnerzahl Stand 1. Jänner 2024):
- Bergern (1236)
- Graßing (99) (auch Gem. Eggendorf)
- Hetzendorf (160)
- Schimpelsberg (237)
- Sinnersdorf (210)
- Weißkirchen (1266) (Hauptort)
- Weyerbach (347)

Katastralgemeinden sind Grassing, Sinnersdorf, Weißkirchen, Weyerbach.
Einziger Zählsprengel ist  Weißkirchen an der Traun.
Die Gemeinde gehört zum Gerichtsbezirk Wels.

### Nachbargemeinden
|             | Marchtrenk                                  | Hörsching (Bez. Linz-Land) ∗ |
| Schleißheim | Kompassrose, die auf Nachbargemeinden zeigt | Pucking (Bez. Linz-Land)     |
| Sipbachzell | Eggendorf im Traunkreis (Bez. Linz-Land)    | Allhaming (Bez. Linz-Land)   |

∗ Nur in einem Punkt inmitten der Traun

## Geschichte
Aus früheren Jahrhunderten ist nur wenig von der Geschichte Weißkirchens bekannt. Ein gefundenes Steinbeil lässt darauf schließen, dass schon zur Steinzeit Menschen im Raum Weißkirchen lebten. Ausgegrabene Mauerreste bekunden, dass zu Zeiten der Römer in Weißkirchen an der Traun Siedlungen bestanden haben. Nach Ende der Römerherrschaft verödete allerdings die Gegend wieder weitgehend. Erst als im Jahr 777 von Herzog Tassilo das Stift Kremsmünster gegründet wurde, begannen die Mönche des Klosters im heutigen Weißkirchen Äcker und Wiesen anzulegen.
Im Jahr 1179 wird Wæizchirchen in der Lateran-Urkunde des Papstes Alexander III. für das Stift Kremsmünster erstmals erwähnt. Der Name verweist darauf, dass in Weißkirchen schon im 12. Jahrhundert eine gemauerte, weiß gefärbelte Kirche – im Gegensatz zur damals noch verbreiteten Holzbauweise – stand.
Die Pfarre Weißkirchen hatte im Mittelalter eine große Ausdehnung. Der Pfarrsprengel umfasste im 14. Jahrhundert die heutigen Pfarren Allhaming, Eggendorf, Weißkirchen, Pucking, weiters Teile von Neuhofen, Schleißheim und Sipbachzell.
Der im Jahre 1594 abgebrannte Pfarrhof wurde wieder erbaut und in weiterer Folge vergrößert und bedeutend verschönert. Der Weißkirchner Pfarrhof ist nicht nur wegen seiner Schönheit erwähnenswert, sondern auch wegen bedeutender historischer Ereignisse. Am 1. Mai 1809 kam der spätere Feldmarschall Radetzky durch Weißkirchen und übernachtete im Pfarrhof, wo eine Marmortafel an dieses Ereignis erinnert. Tags darauf zog Kaiser Napoleon mit seinen Truppen durch Weißkirchen und man reichte ihm im Pfarrhof ein Glas Wasser. Das Glas, aus dem Napoleon trank, ist bis heute im Pfarrhof aufbewahrt.
Im Jahr 1857 brach ein Großbrand im heutigen Gasthaus Binder aus und vernichtete neun Häuser.
1883 Trennt sich die Gemeinde Weißkirchen von der Pfarre Pucking. Pucking wird eine eigenständige Gemeinde.
1889 Gründung des „Vorschußkassenvereines der Gemeinden Eggendorf und Weißkirchen“ nach dem Prinzip Raiffeisens, gilt als Gründungsjahr der Raiffeisenbank Weißkirchen, welche somit eine der ältesten des Landes ist.
1893 die Ortschaft Eggendorf wird eigenständige Gemeinde.
Im Jahre 1901 erhielt Weißkirchen einen Gendarmerieposten (alt: Weißkirchen 50, Untere Dorfstraße 5, das Gebäude nicht mehr bestehend), der am 31. Dezember 1962 aufgelassen wurde.
Nach dem Anschluss Österreichs 1938 an Hitler-Deutschland, gehörte der Ort zum Gau Oberdonau. Rund 100 KZ-Häftlinge starben bei Todesmärschen durch Weißkirchen in den letzten Kriegstagen. Eine Gedenkstätte in der Bergerner Au in der Nähe des Weigl-Gutes erinnert daran.
Nach 1945 erfolgte die Wiederherstellung des Bundeslandes Oberösterreich.
1952 Wiedererrichtung der Traunbrücke, die im Jahr 1945 gesprengt wurde.

### Bevölkerungsentwicklung
Der guten Lage von Weißkirchen (zwischen Wels und Linz) ist es zu verdanken, dass die Gemeinde in den letzten Jahrzehnten immer mehr und mehr Zuzug bekam. Die positive wirtschaftliche und verkehrstechnische Entwicklung im Zentralraum kommt auch Weißkirchen zugute.
Quelle: Statistik Austria

## Kultur und Sehenswürdigkeiten

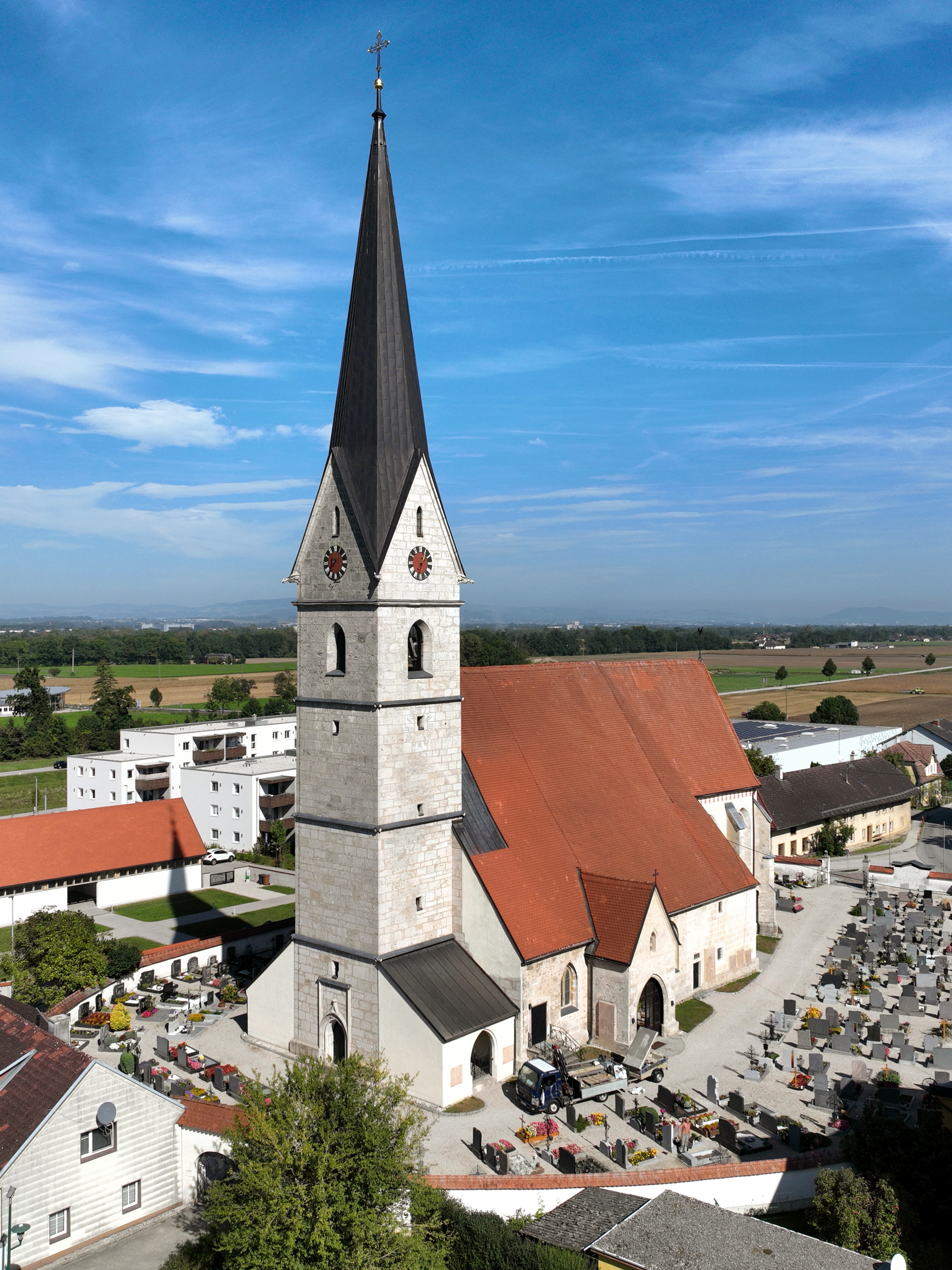
Pfarrkirche Weißkirchen an der Traun

- Katholische Pfarrkirche Weißkirchen an der Traun Mariä Himmelfahrt
- Klobinger Kapelle: Sie wurde 1864 als Stiftung der Klobinger Bauern Dornauer (Schmiedbauer); Josef Neubauer (Bauer) und Josef Leblhuber (Huber) errichtet. Bis 1961 war hier der Annen-Altar, der heute wieder in der Pfarrkirche steht, aufgestellt. An dessen Stelle wurde die Marienstatue aus der neugotischen Ausstattung der Pfarrkirche gestellt.
- Lurl: 1980 wurde die Lurl, eine Wasserstelle beim Pfarrhofgatter, neu gefasst und als ein Wahrzeichen deklariert (der Obstmühlstein stammt vom Hansfischer-Hof). Ursprünglich dienten diese Wasserstellen der Bevölkerung vor der Errichtung einer Ortswasserleitung als Trink- und Brauchwasserquellen. Es befinden sich im Ortszentrum noch mehrere ähnliche Wasserentnahmestellen.[7]

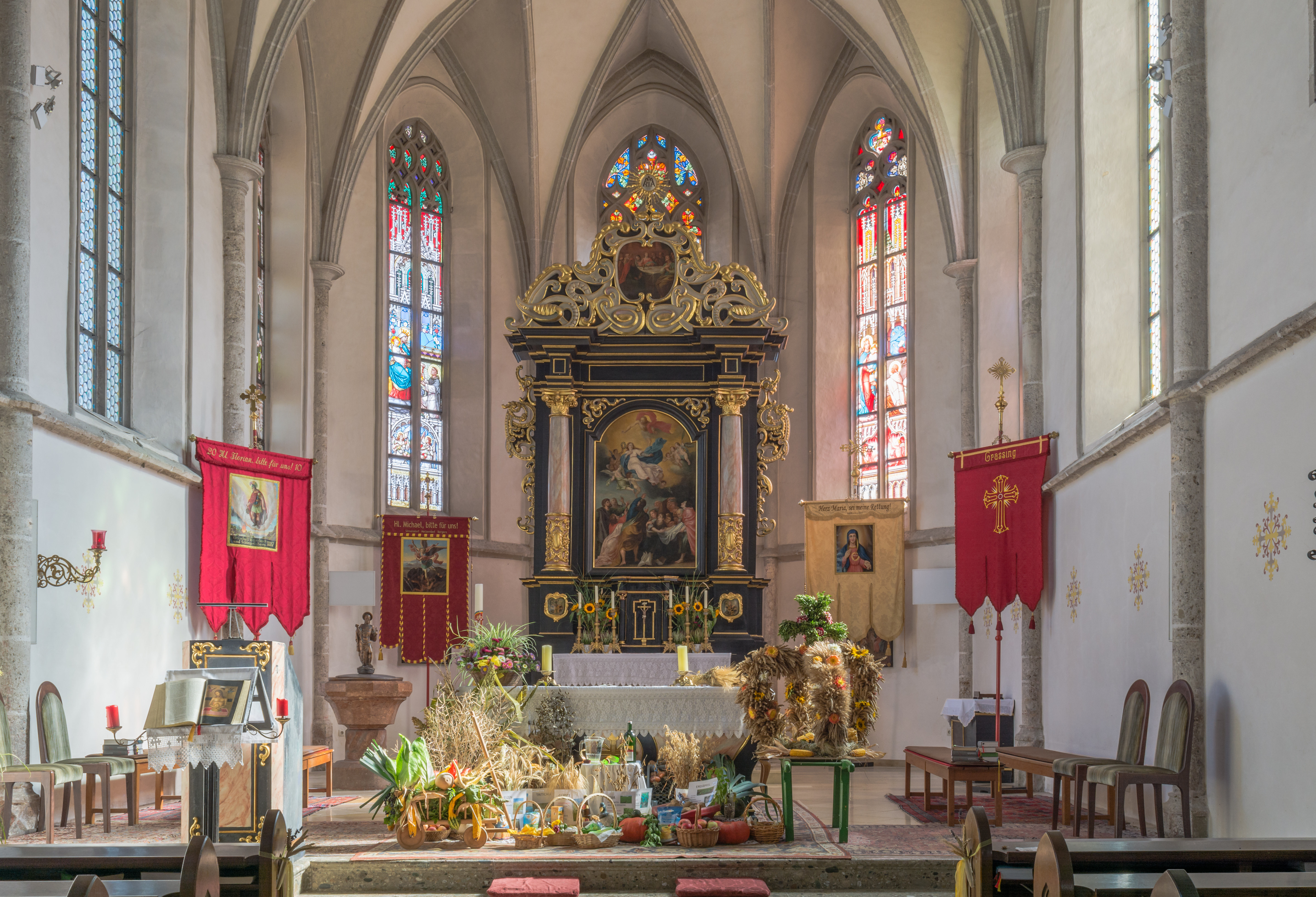
Chor mit Dekoration zum Erntedank
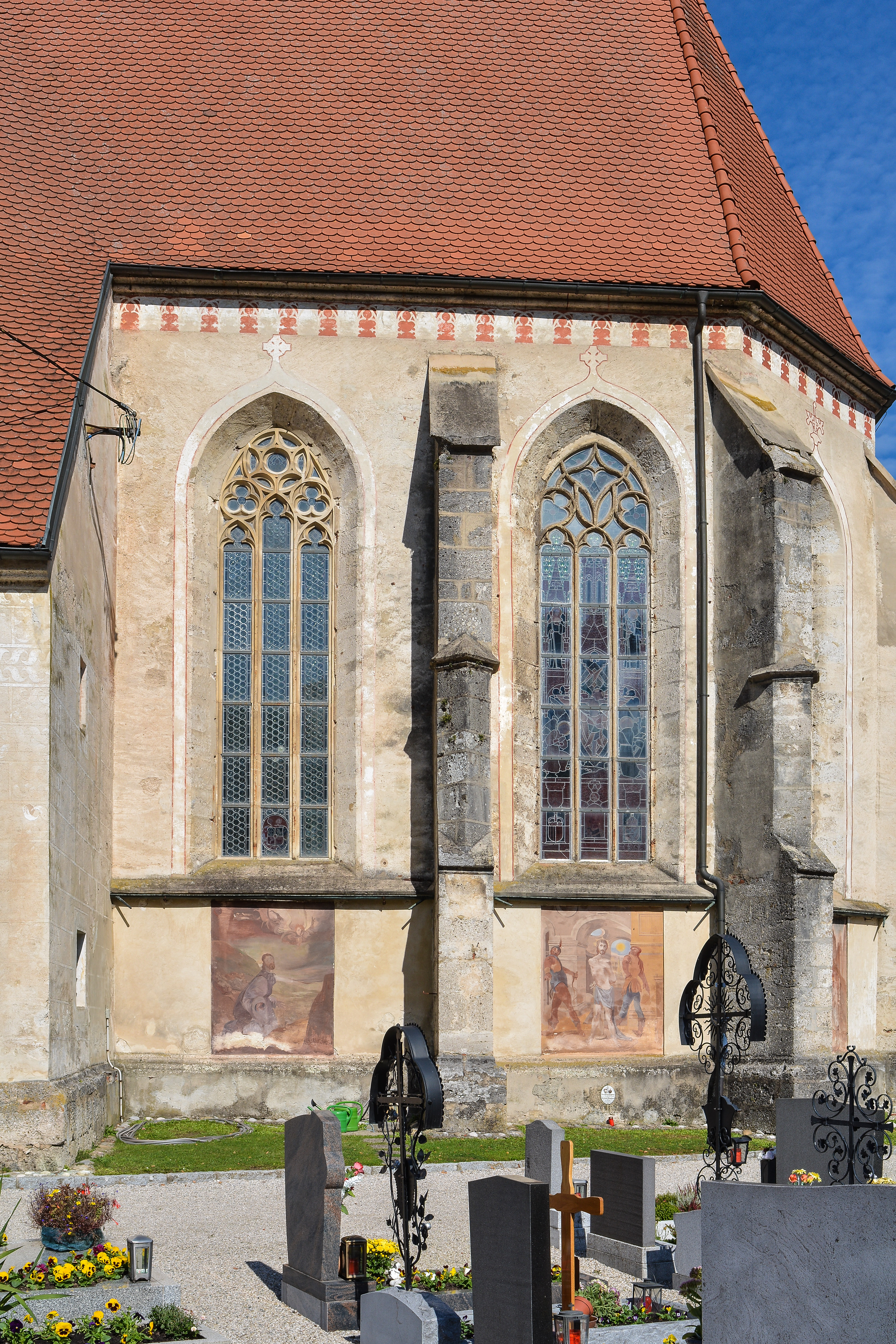
Fresken am Chorschluss
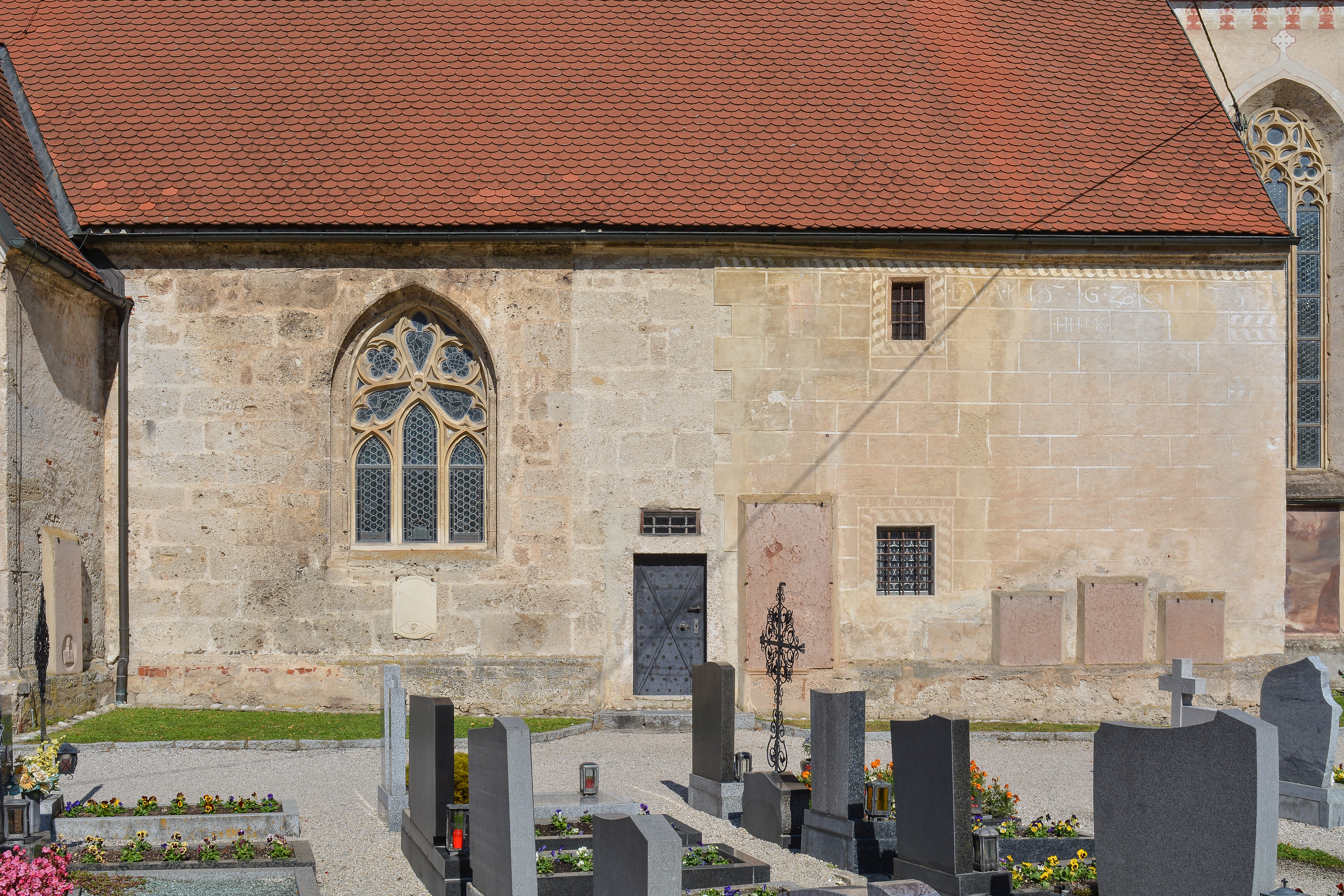
Sgraffiti an der Sakristei
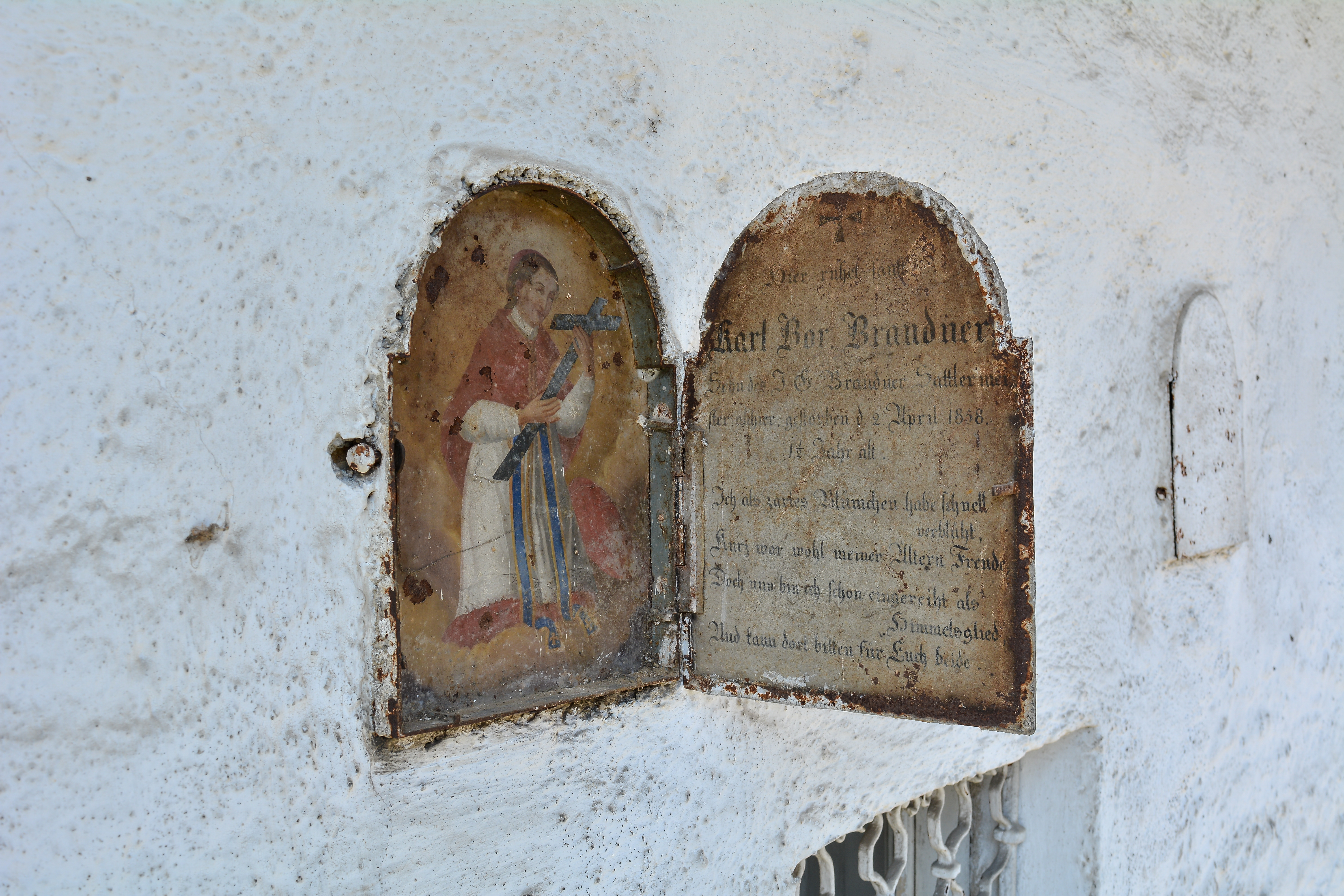
Ehemaliges Kindergrab
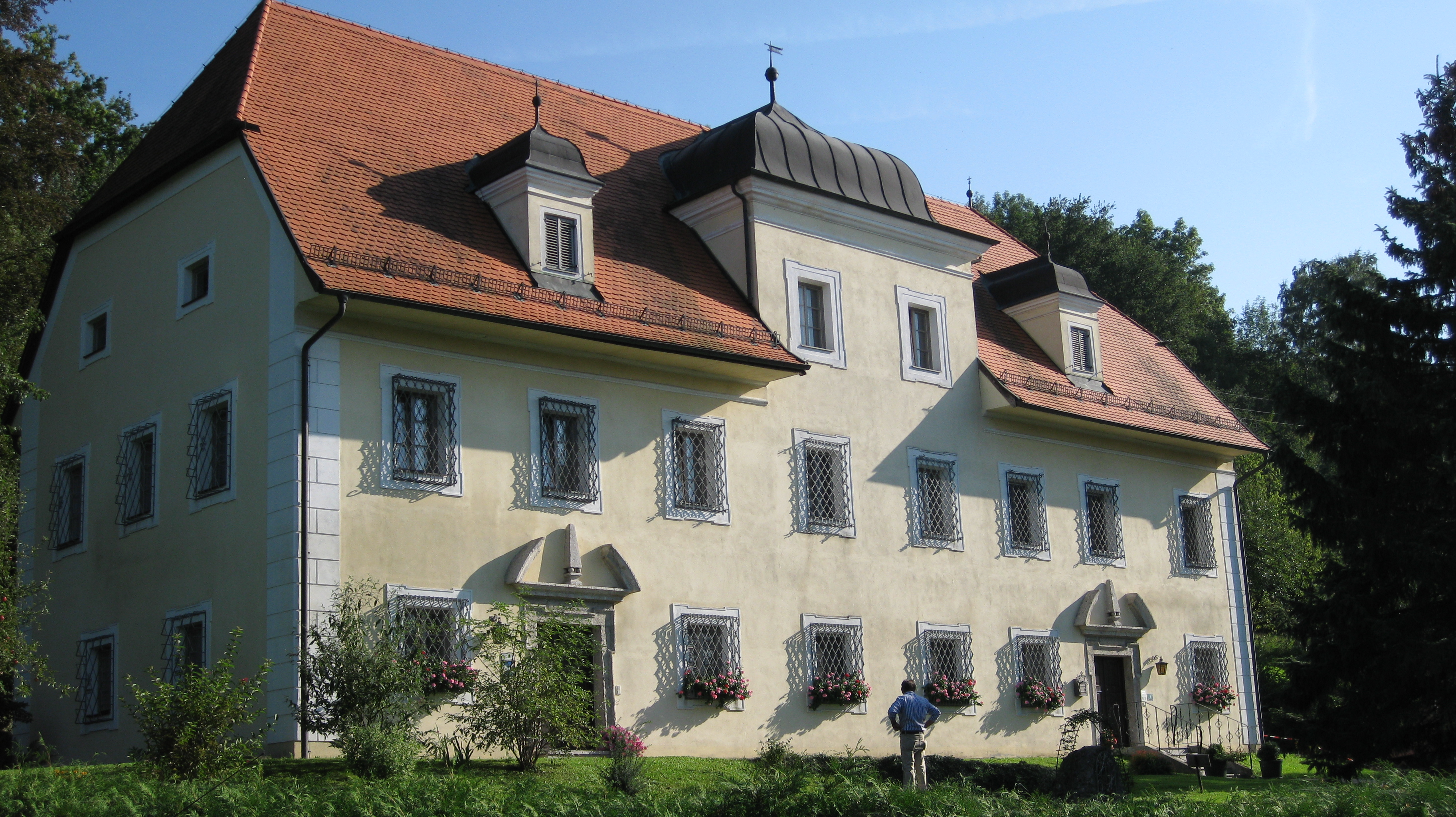
Pfarrhof
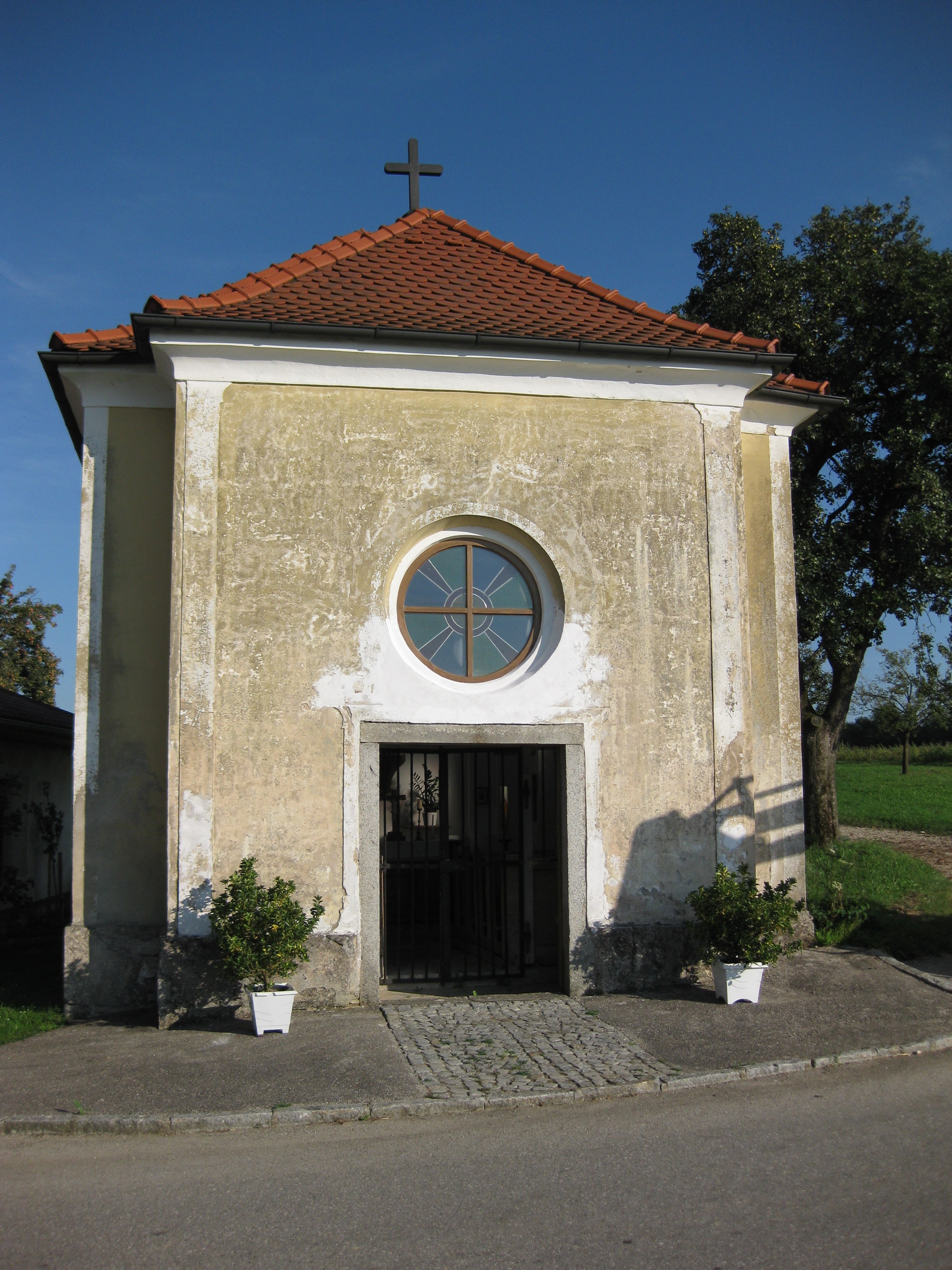
Klobinger-Kapelle

## Wirtschaft und Infrastruktur

### Verkehr

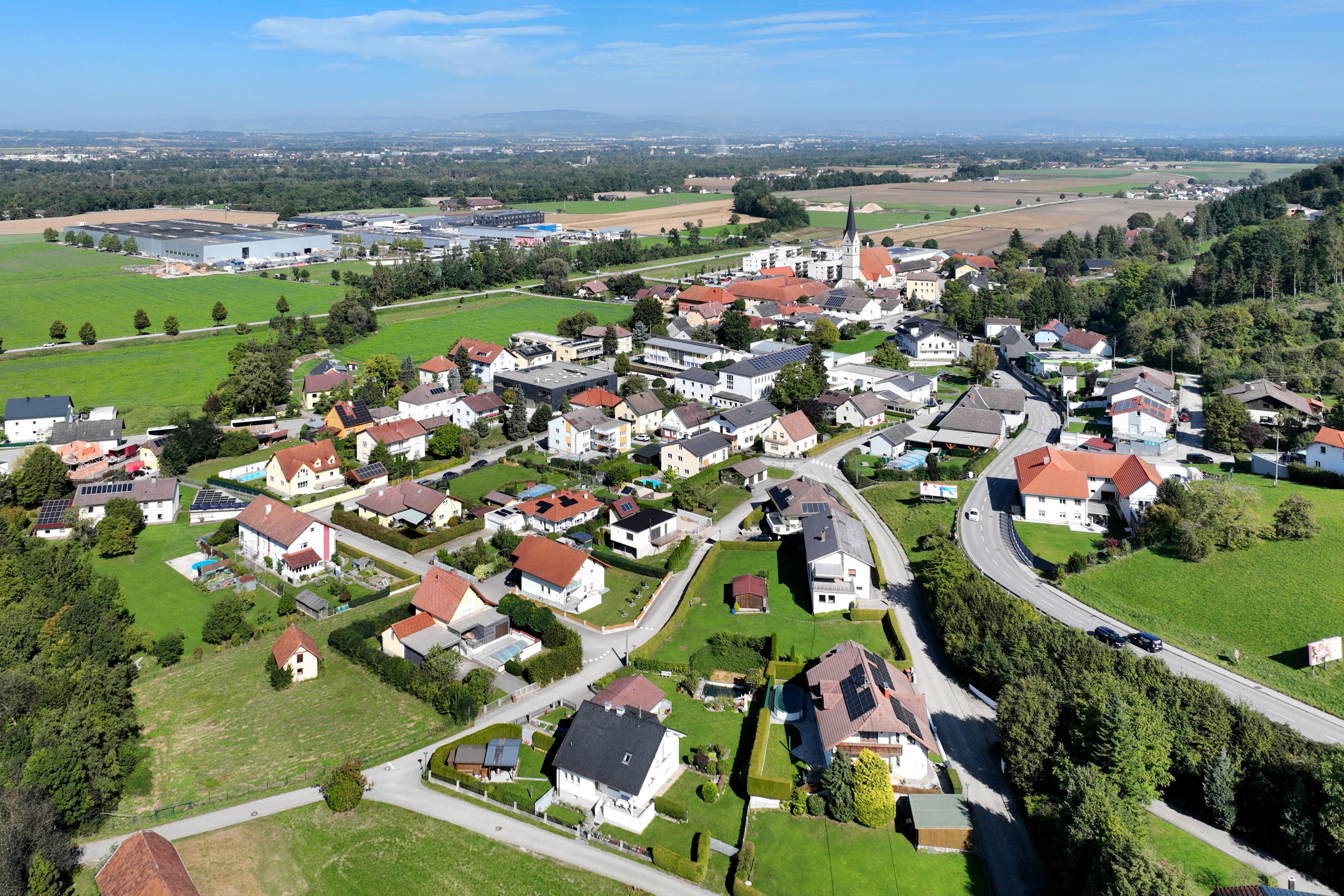
Südsüdwestansicht von Weißenkirchen mit dem Gewerbepark links hinten und anschließend den Traunauen, wo auch die A25-Autobahn verläuft

Parallel zur Traun laufen in der Gegend mehrere Verkehrsachsen: Westbahn, Landesstraße B1 links des Flusses, auf dem ehemals Salz aus dem Salzkammergut auf Flößen abwärts fuhr und wo seit etwa 1980 das Kraftwerk Marchtrenk staut, sowie rechts der Traun die „hinterwärtige Straße“ von Thalheim bei Wels nach Haid, wo der Ballungsraum Linz schon deutlich dichter wird.
Die Westautobahn läuft ein (hügeliges, schallschluckendes) Stück südlich von Weißkirchen. Zwischen Sattledt (exit 195) und Haid (174) lag lange Zeit ein mit 21 km relativ langes Stück ohne reguläre Abfahrt. Vom Parkplatz Allhaming konnte früher nur informell (ohne Wegweisung; lokale Ortskenntnis und bis in die 1990er-Jahre übliche Straßenkarten wurden genützt) abgefahren werden. Heute besteht an dieser Stelle der Vollanschluss Allhaming (183), der aus den alten Parkplatzanschlüssen entstand. Ein größerer Parkplatz wurde etwas nordöstlich davon errichtet.
Später kam die Welser Autobahn vom Knoten Haid westwärts dazu. Ihr Vollanschluss Marchtrenk-Ost/Weißkirchen (exit 9) liegt an der Traunbrücke zwischen eben diesen zwei Orten.
Für Weißkirchen relevante Bahnhöfe liegen in Wels, Marchtrenk und Linz, sowie an der Kremstalbahn von Nettingsdorf bis Rohr.
Für Radverkehr wurde links entlang der Traun eine Radroute gebaut, wo ehemals ein Treppelweg verlief.
Der Flughafen Linz-Hörsching liegt 15 Straßenkilometer im Nordosten.

### Bildung
Die Pfarre Weißkirchen beherbergte im Pfarrhof eine der ersten Volksschulen des Landes (1596). 1855 wurde die Volksschule nahe der Pfarrkirche errichtet (Untere Dorfstraße 7, Fam. Moisl), wo sie bis 1957 ihren Bestand hatte. 1957 konnte die neue Volksschule am heutigen Standort eröffnet werden. 1971 Turnhallenneubau, vorher diente der Platz vor dem Gemeindeamt („Gemeindevorplatz“) als Turnareal. 2003 erfolgte eine Generalsanierung der Volksschule.

### Vereine
- Musikkapelle: gegründet 1875
- Freiwillige Feuerwehr Weißkirchen: gegründet 1889. Das erste Zeughaus der FF Weißkirchen befand sich gegenüber dem Gasthaus Staudinger (Obermayrplatz) und bestand dort bis Mitte der 1960er Jahre. Später, nach der Errichtung des Gemeindeamtes, zug es dort ein – bis 1991 wieder ein eigenständiges Feuerwehrhaus am ehemaligen Heitzingerareal errichtet wurde. Vom ehemaligen „Löschzug Weyerbach“ ist nur mehr ein Anhängewagen vorhanden.
- Sport Union Weißkirchen: Im Jahre 1962 wurde die Union Weißkirchen gegründet. Damals noch auf den „Binder Wiesen“, die im Laufe der Zeit durch die Gemeinde Weißkirchen erworben werden. Das Tennisareal wurde gepachtet. 2003 konnte das neue Unionheim eröffnet werden, 2008 wurde das alte „Clubheim“ abgerissen, um für die Stockschützen Platz zu schaffen. „Die Union“ umfasst heute die Sektionen Fußball, Tennis und Stock.[8]
- Naturfreunde: Ortsgruppe Weißkirchen,[9] gegründet 2003
- Alpenverein: Ortsgruppe Weißkirchen[10]
- Hundesportverein: ÖRV-HSV Ortsgruppe Weißkirchen[11]
- Verein Netzwerk: Verein zur Steigerung der Lebensqualität[12]
- Siedlerverein: Ortsgruppe Weißkirchen Ortsgruppe Weisskirchen[13]

## Politik

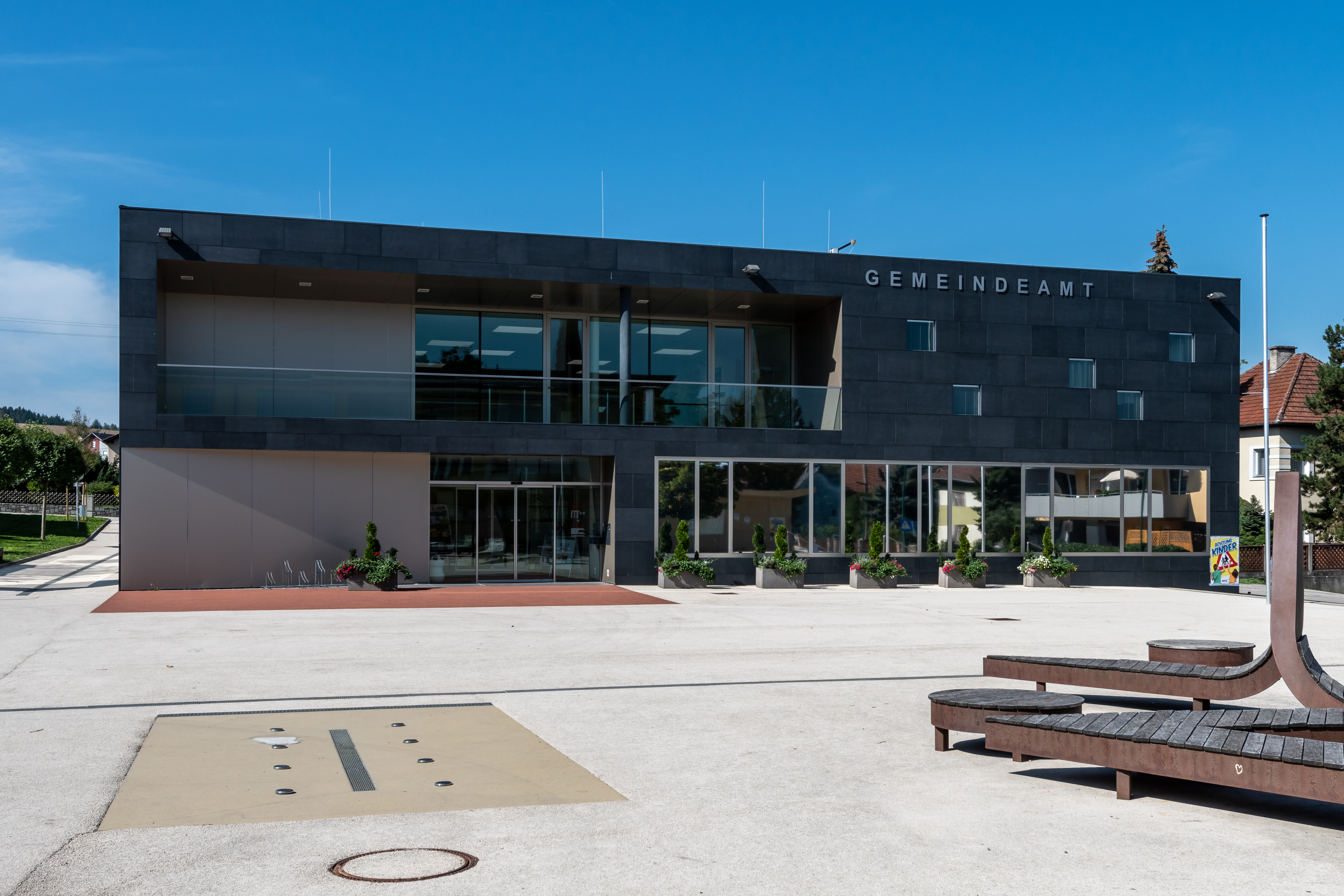
Gemeindeamt in Weißkirchen an der Traun

### Gemeinderat
Der Gemeinderat hat 25 Mitglieder.
- Mit den Gemeinderats- und Bürgermeisterwahlen in Oberösterreich 2003 hatte der Gemeinderat folgende Verteilung: 13 SPÖ, 11 ÖVP und 1 FPÖ.
- Mit den Gemeinderats- und Bürgermeisterwahlen in Oberösterreich 2009 hatte der Gemeinderat folgende Verteilung: 13 SPÖ, 9 ÖVP und 3 FPÖ.
- Mit den Gemeinderats- und Bürgermeisterwahlen in Oberösterreich 2015 hatte der Gemeinderat folgende Verteilung: 10 SPÖ, 9 ÖVP und 6 FPÖ.
- Mit den Gemeinderats- und Bürgermeisterwahlen in Oberösterreich 2021 hat der Gemeinderat folgende Verteilung: 12 SPÖ, 9 ÖVP und 4 FPÖ.[14][15]

### Bürgermeister
- 1948–1967: Franz Leblhuber (ÖVP)
- 1967–1979: Alfred Staudinger (FPÖ)
- 1979–2008: Rudolf Prinz (SPÖ)
- seit 2008: Norbert Höpoltseder (SPÖ)

### Wappen
Offizielle Beschreibung:
Geteilt von Rot und Grün durch einen silbernen, mit einem silbernen am oberen Schildrand anstoßenden Kreuz besteckten, vom Schildhaupt ausgehenden, verkürzten Doppelsturzsparren; unten vier silberne Scheiben kreuzweise.
Die Gemeindefarben sind Rot-Weiß-Grün.
Das stilisierte „W“ mit ebenfalls weißem Kreuz obenauf symbolisiert den Ortsnamen. Die vier Scheiben stehen für die vier Katastralgemeinden Graßing, Sinnersdorf, Weißkirchen und Weyerbach.
Die Gemeinde Weißkirchen erhielt 1985 das Gemeindewappen.

## Persönlichkeiten

### Söhne und Töchter der Gemeinde
- Markus Weiner († 1565), Abt des Stiftes Kremsmünster 1558–1565

### Mit der Gemeinde verbundene Persönlichkeiten
- Marianus Pachmayr (1728–1805), Benediktinerpater, war Geistlicher am Ort
- Rudolf Prinz (1947–2022), Politiker (SPÖ)
- Heidi Strauss (* 1970), Politikerin (SPÖ)
- Günther Weidlinger (* 1978), ehemaliger Langstrecken- und Hindernisläufer